# 1466
Năm 1466 là một năm trong lịch Julius.